# La Paz (Tarlac)
La Paz é um município de  segunda classe de renda municipal (d) na província Tarlac, nas Filipinas. De acordo com o censo de 1 de maio  de  2020 possui uma população de 68 952 pessoas e 16 031 domicílios.